# Абатство Ла Тур
Абатство Ла Тур (на френски: Abbaye de la Thure) е историческо августинско абатство, в Солр сюр Самбр, днес част от община Еркелин, окръг Тюен, провинция Ено, Югозападна Белгия.

## История
Абатството е основано през 1243 г. от Николас ІІ Барбенсон, сеньор на Жомон, с одобрението на Ги дьо Лаон, епископ на Камбре, като женска монашеска общност. Първоначално манастира се намира в Жомон, като в него се заселват четири монахини августинки, които пристигат от абатство Преми. Новият манастир е одобрен през 1253 г. от епископа на Камбре – Ги дьо Лаон (1237 – 1248) и утвърден от папа Инокентий IV (1245 – 1254).
През 1256 г. монахините се преместват в Солр сюр Самбр. Новият манастир и неговата църква са осветени на 30 март 1261 г. от архиепископа на Реймс. В продължение на повече от 500 години начело на абатството се сменят 25 абатиси, като в него живеят средно между 15 и 22 монахини августинки. В абатството се погребани много от членовете на фамилията Барбенсон. Самото абатство получава названието Абатство Ла Тур, през 1290 г. по името на реката Ла Тур, на брега на която е построено новото абатство, за да се отграничава по добре от околните манастири. Абатството се замогва поради получените привилегии и дарения на множество имоти в околността.
През 1568 г. готическа църква от 1261 г. е ограбени и разрушена. През 1572 г. църквата е възстановена. През 1576 г. са изградени и манастирска лечебница, пералня, пивоварна и ковачница. Но 16 март 1578 г. хугеноти от армията на Франсоа д'Алансон(1554 – 1584), херцога на Анжу, нахлуват в абатството и го подлагат на грабеж. Монахините са принудени да потърсят убежище в един ден след като Бенш от Крой и Berlaymont от името на Дон Хуан, са въведени в абатството и отбеляза за грабеж. Дамите са принудени да избягат в Бенш.
През 1590 г. църквата е разширена и обновена. През 17 век обаче нови нещастия сполетяват абатството. След смъртта на испанската инфанта Изабела-Клара Испанска през 1633 г., избухва Френско-испанската война (1635 – 1659). Абатството, което се намира на пътя на френските войски, отново е ограбено и са изгорени манастирските хамбари през 1637 г. По подобен начин, през 1641 г., в резултат на военните действия в региона, монахините са принудини да напуснат манастира. През 1643 г. нашествията на френските войски в Белгия водят до нови опостушения. През 1661 и през 1678 г. войските на френския крал Луи XIV отново ограбват абатството.
Според счетоводни документи към 1787 г. абатството притежава 313 декара земи, пасища и ливади и 23 декара гори.
Абатството е изоставено на 29 юни 1792 г., поради размириците по време на Френската революция и абатисата и 22 монахини са принудени да потърсят убежище в бенедиктинското абатство Лобес, а по късно и в Тюин. През 1796 г. неговата собственост е конфискувана и продадено на търг от френското революционно правителство. Голяма част от манастирските сгради са разрушени през 19 век. В наши дни са оцелели само няколко сгради от 17 век – входната порта и една от манастирските сгради, намиращи се южно от Солр сюр Самбр.

## Списък наабатиситена абатство Ла Тур
- Agnès de Prémi (1244 – 1271)
- Jeanne de Barbençon (1271 – 1300)
- Marie de Ville (1300 – 1307)
- Isabelle de Barbençon (1307 – 1311) (+ 1331)
- Alix de Rouvroit (1311 – 1368)
- Julienne de Longueville (1368 – 1386)
- Marie de Tournai (1386 – 1388)
- Iolende de Quiévelon (1388 – 1413)
- Catherine de Maurage (1413 – 1432)
- Jeanne de Sars (1432 – 1452)
- Anne d'Ittre (1452 – 1497) (+ 1507)
- Marie de Willemont (1497 – 1507)
- Magdelaine Prévot (1507 – 1530)
- Eve Sohière (1531 – 1539)
- Roberte de Pamele (1539 – 1550)
- Catherine de Ligne (1550 – 1581)
- Jeanne de Rengomont (1581 – 1615)
- Bonne de Boussu (1615 – 1635)
- Waltrude de Bougnies (1635 – 1641)
- Marie de Hamal (1641 – 1675)
- Isabelle Mengald (1679 – 1728)
- Marie-Agnès Baudson (1729 – 1740)
- Marie-Ursule Petit (1740 – 1746)
- Constance Jamart (1746 – 1790)
- Marie-Alexandrine Dufresne (1791 – 1796)

## Абатска бира Абеи дьо Ла Тур
Едноименната абатска бира се произвежда от пивоварната „Brasserie Brootcoorens“ в Еркелин. Това е тъмнокафяв нефилтриран силен белгийски ейл с алкохолно съдържание 10,0 % об.